# Filly (Houffalize)
Pour les articles homonymes, voir Filly.
Filly est un hameau de la ville belge d'Houffalize situé en Région wallonne dans la province de Luxembourg.
Avant la fusion des communes de 1977, Filly faisait partie de la commune de Nadrin.

## Situation
Filly est un hameau ardennais situé à proximité de la confluence des deux Ourthe près des villages de Nadrin, Wibrin et Mormont. Bien protégé, il s'étend en tête d'un vallon où nait le ruisseau de Filly, affluent de l'Ourthe.

## Description et patrimoine
Dans un environnement de prairies, Filly est un beau hameau rural de caractère comptant entre autres une bonne quinzaine d'anciennes fermes et fermettes bâties principalement en pierre du pays (schiste). Parmi celles-ci, au no 2, la ferme Jacqmin construite au milieu du Ier siècle, est une ferme en carré couverte de cherbins (ardoises brutes) reprise sur la liste du patrimoine immobilier classé de Houffalize. Au centre du village, l'abreuvoir et l'ancien lavoir sont alimentés par le minuscule ruisseau de Filly.

## À voir
Au nord du hameau, se trouve le monument Europalia, une sculpture monumentale en marbre rose du Portugal, inauguré en 1991. Il comprend un portique stylisé en forme de dolmen comprenant 12 éléments représentant à cette époque les 12 pays de l'Union européenne.

## Activités
- Gîtes ruraux.